# Heinrich Stein (Maler)
Heinrich Stein (* 27. Oktober 1850 in Würzburg; † 25. August 1913 in Garmisch) war ein deutscher Landschaftsmaler.

## Leben
Heinrich Joseph Stein wurde am 27. Oktober 1850 als siebtes von acht Kindern der Eheleute Franz und Margarethe Stein in Würzburg geboren. Sein Vater war der Wirt des „Gast- und Kaffee Haus Zum Hirschen“ am Vierröhrenbrunnenplatz inmitten der Würzburger Altstadt.
Über Kindheit, Jugend und die künstlerische Ausbildung sowie das Wirken des zeit seines Lebens tauben Heinrich Stein ist nur wenig bekannt. So soll er sich des Öfteren in der Rhön und für längere Zeit in München, Paris und Italien aufgehalten haben. Anzunehmen ist, dass er sich in München autodidaktisch bildete, indem er – wie dies damals weitgehend üblich war – in den großen Gemäldesammlungen die alten Meister studierte und kopierte. Nachweisbar ist ein signiertes Ölgemälde „Im Thüringer Wald“ mit der Bezeichnung „München 78“.
Stein wohnte bis 1912 in dem 1726/27 von Balthasar Neumann errichteten Barockgebäude, in dem sein ältester Bruder das renommierte Gasthaus seines Vaters weiterführte. Dort hatte er sich in der Dachmansarde ein Atelier eingerichtet. Lediglich 1892 war er vorübergehend – vermutlich wegen Renovierungsarbeiten – in der Büttnergasse 8 wohnhaft. Wesentlich zu seinen Lebensunterhalt und damit zu der Möglichkeit, sich seinen künstlerischen Neigungen zu widmen, trugen die Familienmitglieder bei, die ebenfalls im Gebäude des Gasthauses wohnten. 
Steins Reisen- und Studienaufenthalte lassen sich nur indirekt anhand seiner datierten und mit Ortsangaben versehenen Skizzen, Zeichnungen und Gemälde erschließen. So befand er sich beispielsweise 1874 in Fiesole bei Florenz, im September 1875 auf Capri, 1878 im Bayerischen Wald, 1880, 1885 und 1887 in Bad Tölz und 1892 erneut auf Capri. Auf einen Aufenthalt in Paris kann aus den Anklängen des französischen Impressionismus in seinem Werk ab 1880 geschlossen werden.
Der Malerkolonie um Friedrich Preller d. J. (1838–1901) in Kleinsassen bei Fulda schloss sich Stein offenbar zeitweise an. In seiner schaffensreichsten Zeit bewegte er sich vorwiegend in Würzburg und Umgebung, der Rhön und im Isartal bei Bad Tölz sowie in Garmisch. Dort befand sich ein „Villa Stein“ genannter Zweitwohnsitz der Familie, der von seiner Nichte Ottilie bewohnt wurde.
Stein war einer der Initiatoren für den am 30. September 1881 gegründeten „Künstler-Verein-Würzburg“. Zu dessen Mitgliedern zählten u. a. Heinz Schiestl, Ferdinand Knab und Carl Diem. 1883 trat Stein auch dem „Würzburger Kunstverein“ bei, der sich, im Gegensatz zu den eher gesellig ausgerichteten „Künstler-Verein-Würzburg“, mit seinen Ausstellungen der zeitgenössischen Kunst und der Förderung des Künstlernachwuchses widmete.
Der Zusammenbruch der von seinem Bruder Eduard als Mitinhaber geleiteten Bank „Lippert & Stein“ 1908 brachte Stein um sein ganzes Vermögen. Der nunmehr mittellose und unverheiratete Künstler fiel der öffentlichen Fürsorge anheim. Aus Mitteln der „Guttenberg-Ostein-Stadion’schen Stiftung“ erhielt er ab 1. April 1908 eine finanzielle Unterstützung von 60 Mark im Monat. Ab 1. Oktober 1908 leistete diese die „Fischer’sche Armenstiftung“. Seit dem 21. Juli 1912 war Stein „innerer Bürgerspitalpfründner“ und im Würzburger Bürgerspital zum Heiligen Geist untergebracht. Dort verlebte er seine letzten Jahre. Bei einem Besuch seiner Verwandten in der „Villa Stein“ verstarb Heinrich Stein am 25. August 1913 in Garmisch. Am 29. August 1913 wurde er auf dem Würzburger Hauptfriedhof beigesetzt.

## Künstlerisches Schaffen

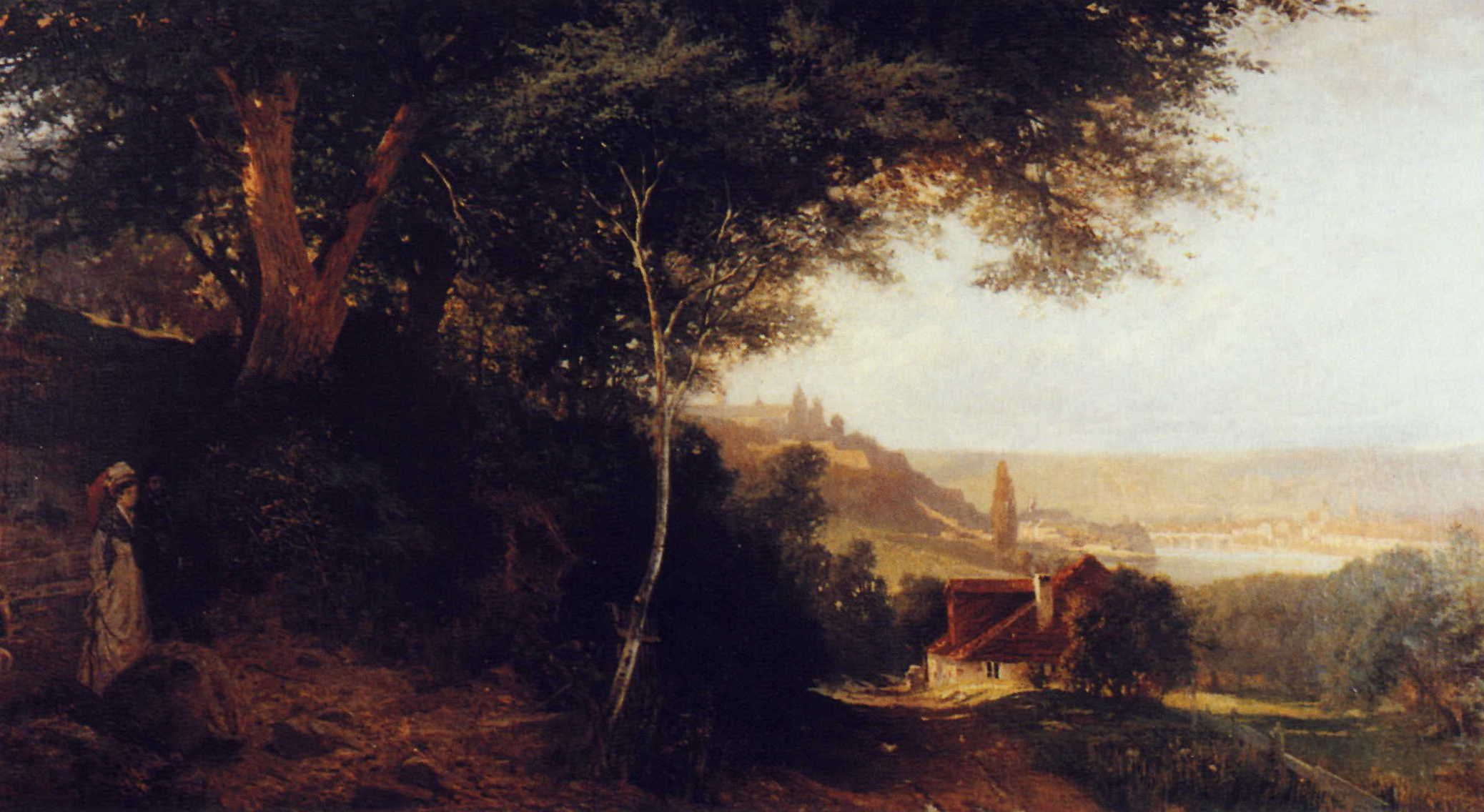
Heinrich Stein "Blick vom Judenbühlweg zur Festung und Stadt" (Würzburg), 1879

Wie auch aus seinem Künstlerstempel ersichtlich, verstand sich Stein als Landschaftsmaler. Figürliche Darstellungen sind in seinem Werk rar und wurden vornehmlich als Staffage benutzt. Aufgrund seiner Behinderung dürfte die Landschaftsmalerei seinem Naturell eher entsprochen haben als andere Malereibereiche. Seine wohl autodidaktische Ausbildung erlaubte es ihm, sich unabhängig von akademischen Lehrschablonen in den Stilarten auszudrücken, die er für angemessen hielt. War sein schon erwähntes, wahrscheinlich in einem Münchner Atelier entstandenes Ölgemälde „Im Thüringer Wald“ von 1878 oder das 1879 datierende Atelierbild „Blick vom Judenbühlweg auf Festung und Stadt“ (Würzburg) der Spätromantik verpflichtet, so weist seine undatierte, kleinformatige Ölstudie „Blick von der Tellsteige nach St. Burkard“ deutlich Züge des neuen impressionistischen Stils auf. Technik und Themen Steins können generell zwischen Spätromantik und Impressionismus verortet werden. Seine Vorliebe galt einer impressionistischen Auffassung von Wald- und Gebirgslandschaften mit atmosphärischen Naturerscheinungen, die er vornehmlich im spätromantischen Atelierstil darstellte. Die neue aus Frankreich kommende und auch in Deutschland langsam Fuß fassende Stilrichtung des Impressionismus lässt sich in verschiedenen seiner Werke ausmachen. Aber in einem eher konservativen Umfeld wollte oder konnte er nicht zu einer konsequenten Anwendung dieser neuen malerischen Ausdrucksweise kommen.
Seine Bedeutung als bislang noch weitgehend unentdeckter Landschaftsmaler für Mainfranken und darüber hinaus wird dadurch allerdings nicht geschmälert.

## Werkauswahl (Gemälde)
Von Stein sind bislang 120 Werke bekannt. Sein Gesamtwerk ist mit Sicherheit größer.
- Im Thüringer Wald. Dame auf einer Bank sitzend mit Hund – im Hintergrund die Wartburg, 1878
- Blick vom Judenbühlweg auf Festung und Stadt, 1879
- Waldlandschaft bei Bad Tölz, 1880
- Römische Elegie, um 1880
- Gewitterlandschaft bei Tölz mit Benediktenwand, 1885
- Kalkmühle bei Tölz, 1887
- Landschaft mit Bäumen bei Kleinsassen, 1892
- Auf Capri, 1892
- Der Schafhof bei Oberdürrbach, 1900
- Blick aus dem Atelier auf die Festung Marienberg
- Blick von der Tellsteige nach St. Burkard
- Sandschöpfer am Mainkai